# Jeando Fuchs
Jeando Pourrat Fuchs (ur. 11 października 1997 w Jaunde) – kameruński piłkarz występujący na pozycji pomocnika w Peterborough United.